# Elythranthera brunonis
Elythranthera brunonis

 là loài lan đặc hữu của Tây Úc. Hoa này có màu tím sáng bóng với kích thước xấp xỉ 3–4 cm.

## Phân bố
Các loài phân bố xung quanh Perth và rừng ở phía tây nam của Tây Úc.

## Phân loại
Loài này được chính thức miêu tả vào năm 1839 bởinhà thực vật học Stephan Endlicher trong Novarum Stirpium Decades và được đặt tên Glossodia brunonis. nó được xếp vào chi Elythranthera bởi Alex George vào năm 1963.

## Hình ảnh

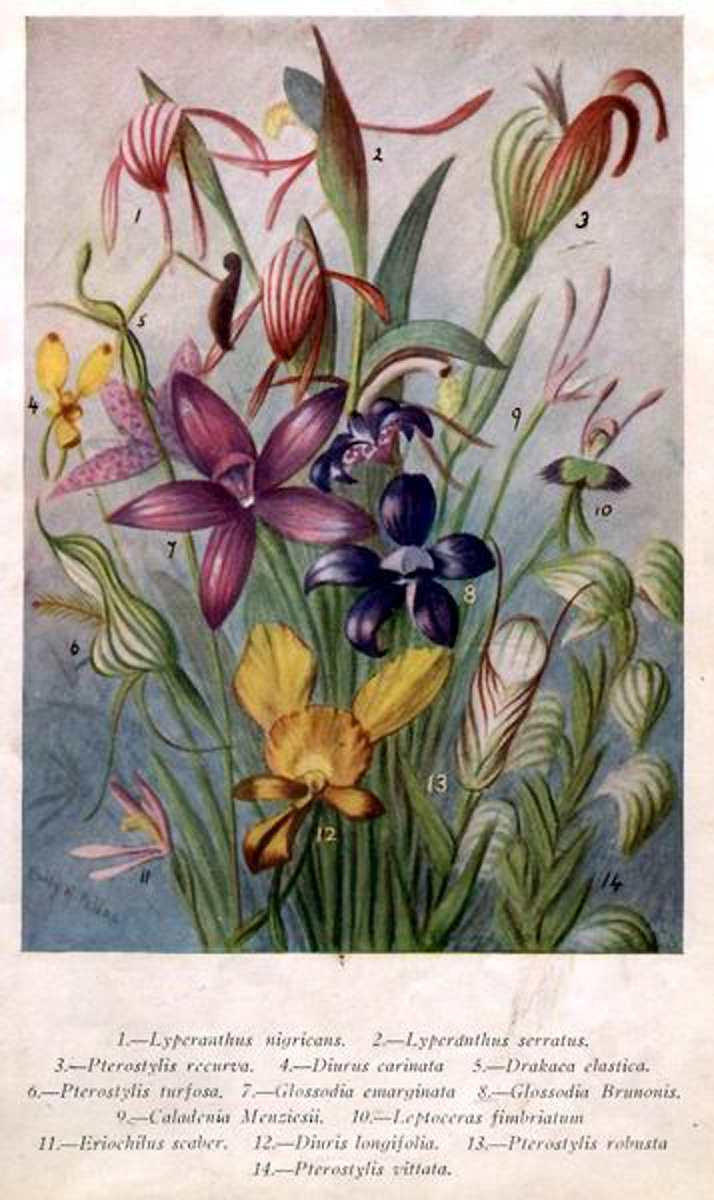
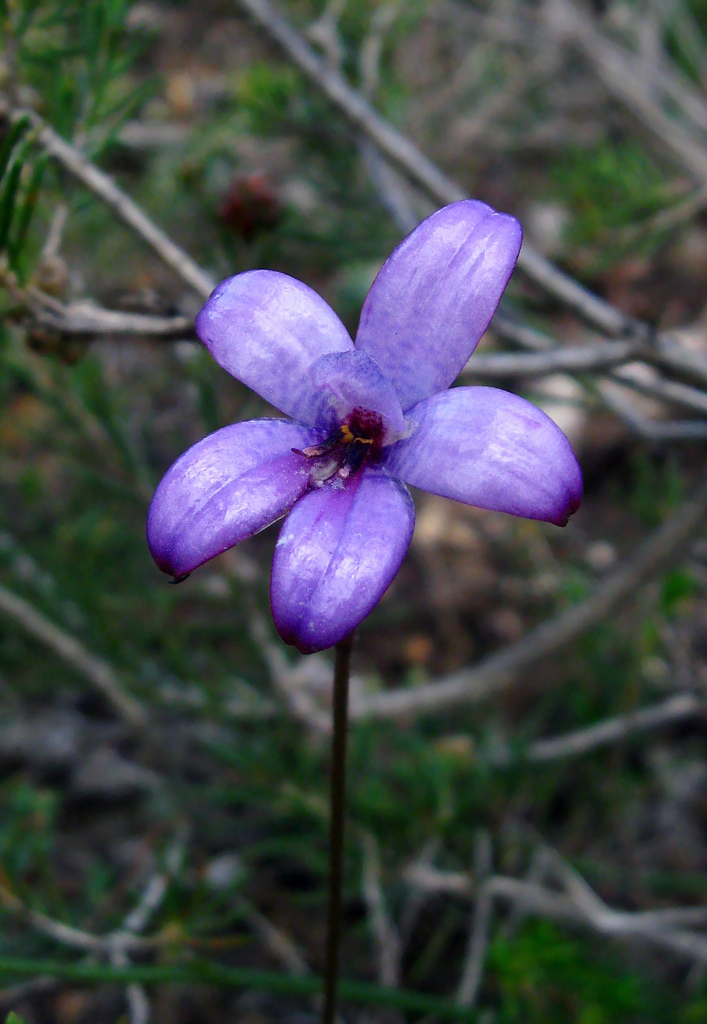
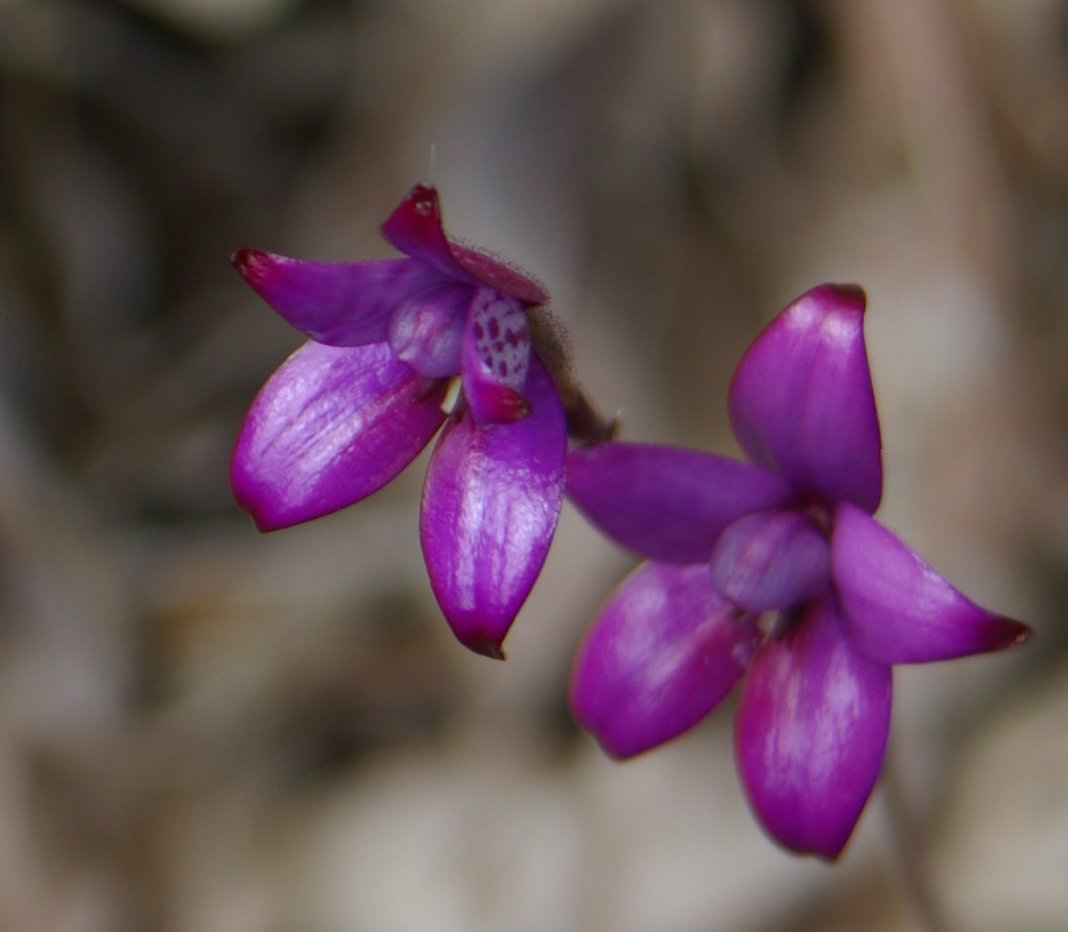
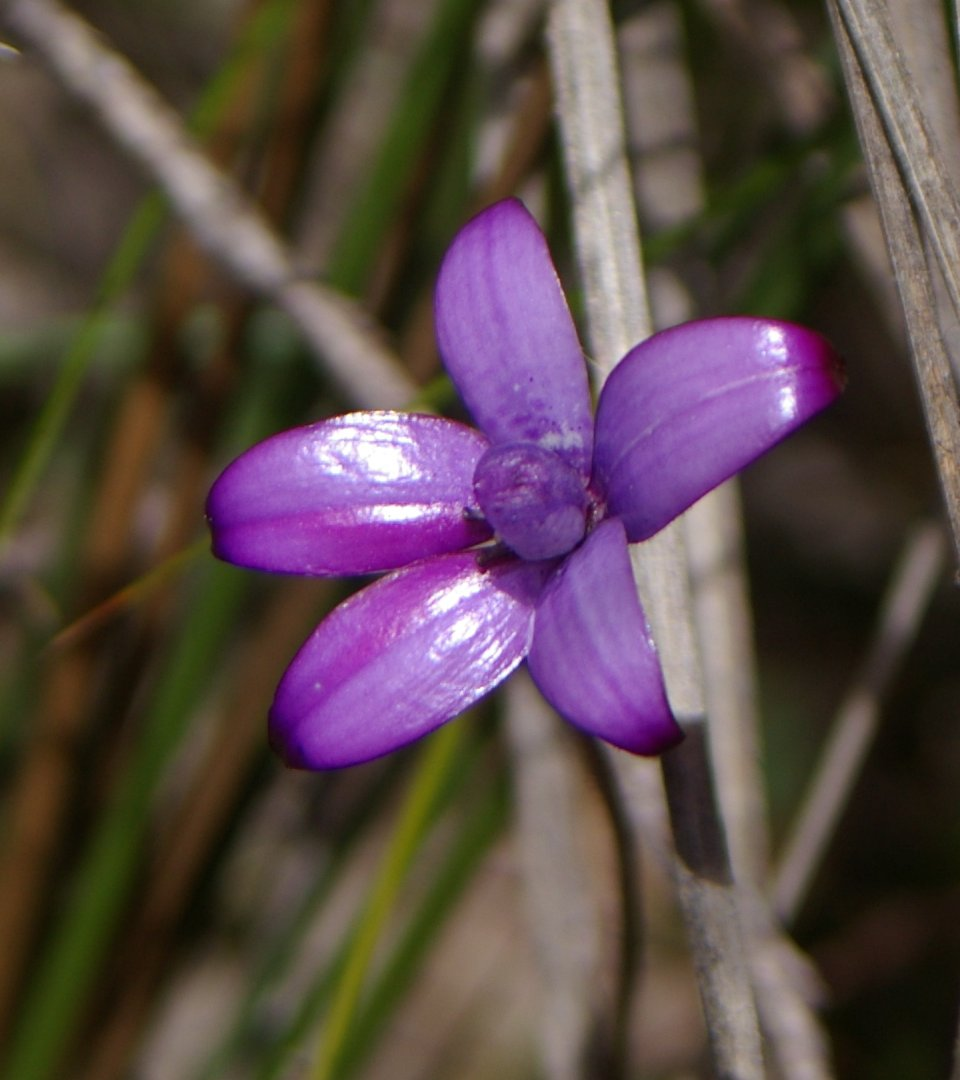